# Apanteles laorae
Apanteles laorae är en stekelart som beskrevs av Porter 1923. Apanteles laorae ingår i släktet Apanteles och familjen bracksteklar. Inga underarter finns listade i Catalogue of Life.